# Hemiteles moldavicus
Hemiteles moldavicus là một loài tò vò trong họ Ichneumonidae.